# 플라스틱 수
플라스틱 수(Plastic Number) 또는 플라스틱 상수(Plastic constant) 는
다음과 같은 대수 방정식
{\displaystyle x^{3}=x+1\;} 의  실수 해 {\displaystyle r}  은,
{\displaystyle r=x^{3}-x-1\;}

{\displaystyle r={{\left(9-{\sqrt {69}}\right)^{{1} \over {3}}+\left(9+{\sqrt {69}}\right)^{{1} \over {3}}} \over {{2^{{1} \over {3}}}{3^{{2} \over {3}}}}}={\sqrt[{3}]{{{1} \over {2}}+{{1} \over {6}}{\sqrt {{23} \over {3}}}}}+{\sqrt[{3}]{{{1} \over {2}}-{{1} \over {6}}{\sqrt {{23} \over {3}}}}}}
이며,
한편  이 플라스틱 수는
{\displaystyle {\sqrt[{3}]{{{1} \over {2}}+{{1} \over {6}}{\sqrt {{23} \over {3}}}}}+{\sqrt[{3}]{{{1} \over {2}}-{{1} \over {6}}{\sqrt {{23} \over {3}}}}}=1.324717957244746025960908854...}
에 접근하고있다.
황금비는 피보나치 수의 인접항 비이고,  백은비는 펠 수(Pell number)의 인접항 비의 각 각의 극한인것처럼 ,  플라스틱 수는 파도반 수열(Padovan sequence) 및 페랭 수(Perrin number)의 인접항 비의 극한이다.

## 플라스틱 수의 존재
또한 플라스틱 수는 동시에 아래의 대수 방정식의 실수해이기도 하다.
{\displaystyle x^{5}=x^{4}+1}
{\displaystyle x^{5}=x^{2}+x+1}
{\displaystyle x^{6}=x^{2}+2x+1}
{\displaystyle x^{6}=x^{4}+x+1}
{\displaystyle x^{7}=2x^{5}-1}
{\displaystyle x^{7}=2x^{4}+1}
{\displaystyle x^{8}=x^{4}+x^{3}+x^{2}+x+1}
{\displaystyle x^{9}=x^{6}+x^{4}+x^{2}+x+1}
{\displaystyle x^{12}=2x^{10}-x^{4}-1}
{\displaystyle x^{14}=4x^{9}+1}

플라스틱 수는 피솟 비자야라가브한 수(Pisot number, Pisot–Vijayaraghavan number)이며,  피솟 수 중에서 가장 작은 수이기도 하다.

## 같이 보기
- 다중근호
- 거듭제곱근
- 루트

## 참고
- 매스월드